# Egidijus Klumbys
Egidijus Klumbys (ur. 2 września 1952 w Kownie) – litewski polityk, neurochirurg i wykładowca akademicki, samorządowiec, wieloletni poseł na Sejm Republiki Litewskiej.

## Życiorys
W latach 1970–1976 studiował na wydziale medycznym Instytutu Medycznego w Kownie. Rozpoczął pracę jako neurochirurg w szpitalu klinicznym w Kownie, później kierował oddziałem neurochirurgii instytutu naukowo-badawczego Litewskiej SRR (1978–1979). Kształcenie kontynuował pod kierunkiem profesora Nikołaja Burdenki. W 1983 uzyskał stopień doktora nauk medycznych. Od 1982 do 1990 stał na czele laboratorium neurochirurgii Kowieńskiego Instytutu Medycznego. Członek organizacji zrzeszających neurochirurgów.
Pod koniec lat 80. zaangażował się w działalność polityczną, przystępując do kowieńskiej grupy inicjatywnej Sąjūdisu. W marcu 1989 został wybrany do Rady Najwyższej ZSRR. Na forum radzieckiego parlamentu protestował przeciwko brutalnemu stłumieniu demonstracji w Tbilisi. Rok później uzyskał mandat deputowanego do Rady Najwyższej Litewskiej SRR jako jeden z dwóch przedstawicieli Litewskiej Partii Chrześcijańskich Demokratów. 11 marca 1990 złożył swój podpis pod Aktem Przywrócenia Państwa Litewskiego. W parlamencie tej kadencji był wiceprzewodniczącym Komisji Spraw Zagranicznych. W 1992 pełnił krótko funkcję wiceministra transportu.
Po zakończeniu kadencji parlamentu w 1993 powrócił do wykonywania zawodu lekarza. Pracował jako neurochirurg w Szpitalu Św. Jakuba w Wilnie (do 1998), pełnił również funkcję prezesa Centrum Neurochirurgii Powiatu Wileńskiego (1994–1998). Od 1992 do 1996 pobierał nauki na Wydziale Prawa Uniwersytetu Wileńskiego. W 2001 uzyskał stopień docenta na Litewskim Uniwersytecie Prawniczym. Pracował jako komentator i sprawozdawca dzienników „Kauno diena” (1993–1999) i „Respublika” (1999–2000).
W 1994 został przewodniczącym Partii Postępu Narodowego, którą kierował do 2007. W wyborach lokalnych z 2000 uzyskał mandat radnego Wilna z listy Nowego Związku (Socjalliberałów). W tym samym roku powrócił do parlamentu, również z ramienia tego ugrupowania (jako przedstawiciel Partii Postępu Narodowego). W 2004 skutecznie ubiegał się o reelekcję jako kandydat partii Porządek i Sprawiedliwość, do której ostatecznie przystąpił w 2007, wchodząc w skład jego rady.
W wyborach w 2008 kandydował w okręgu Kretynga, przegrał w okręgu w II turze z Vaidotasem Bacevičiusem, a mandat uzyskał z listy krajowej. W 2012 nie uzyskał poselskiej reelekcji.
Żonaty z Jūratė, profesorem biomedycyny na Kowieńskim Uniwersytecie Medycznym.